# Duodecim scripta

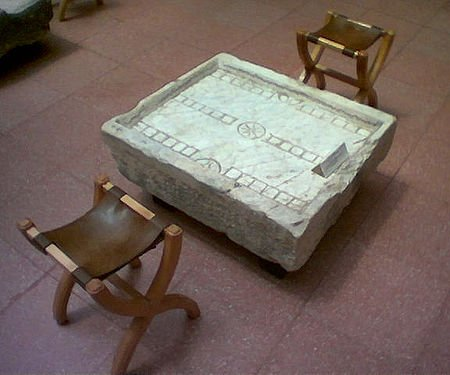
Scriptatisch (Museum Ephesos)

Duodecim Scripta (deutsch: „zwölf Markierungen“), auch XII scripta oder lateinisch Ludus duodecim scriptorum, war ein römisches Spiel, das als Vorläufer des heutigen Spiels Backgammon gilt. Antike Spielregeln dafür sind nicht erhalten. Es wird aber angenommen, dass es sich um ein Spiel für zwei Personen handelt, die mit ihren Steinen auf dem Spielbrett um die Wette laufen. Wie weit die Spielsteine sich bewegen, wird mit zwei Würfeln bestimmt.

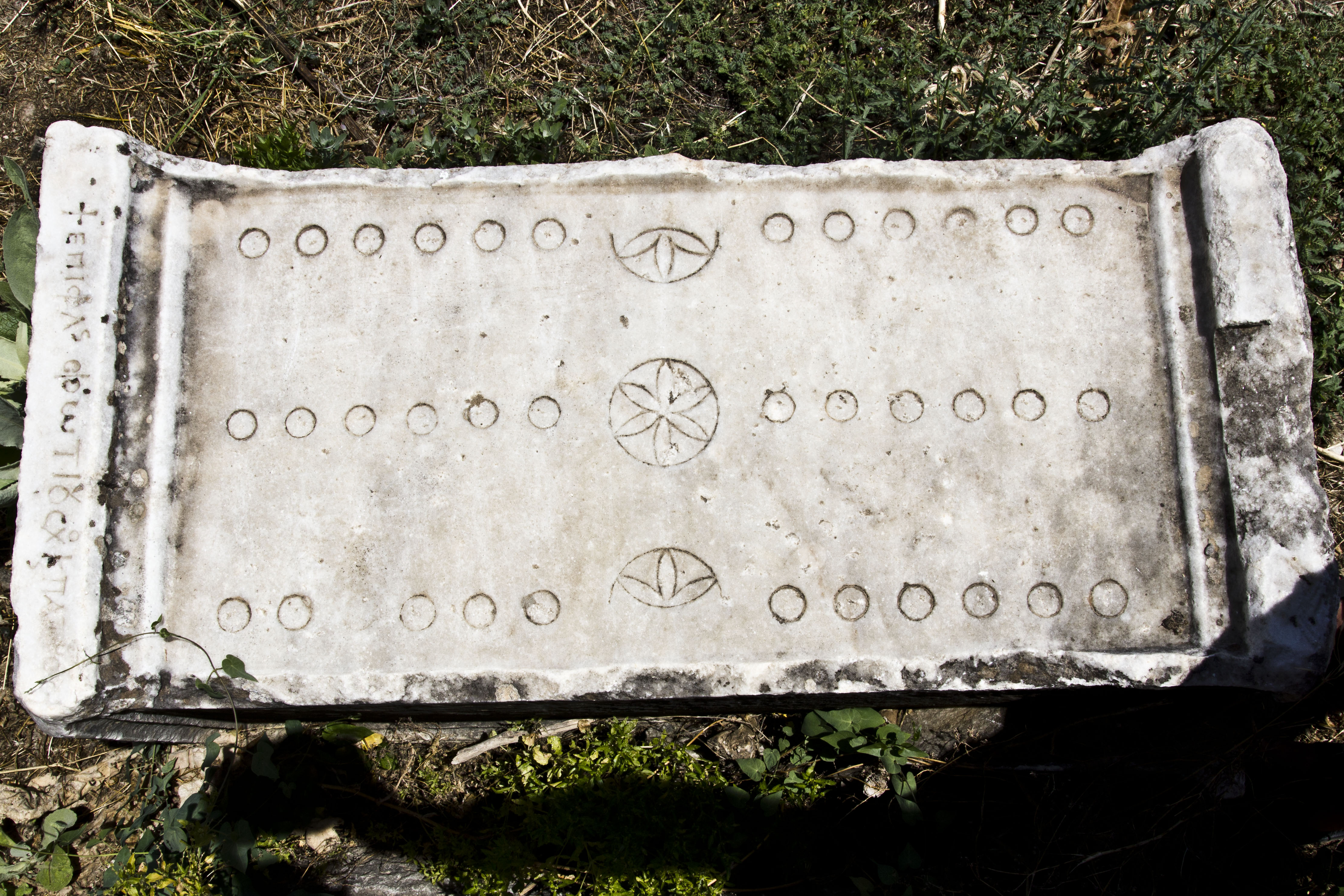
Ludus duodecim Spiel aus dem Zweiten Jahrhundert.

 Erhaltene Spielbretter sind überwiegend steinern; nur wenige hölzerne Bretter für dieses Spiel haben sich erhalten. Auf den Brettern sind jeweils drei Reihen von zwölf Markierungen (z. B. Quadrate oder Buchstaben), wobei jede Reihe in der Mitte geteilt ist und so zwei Sechsergruppen bildet. In vielen Fällen dienen sechsbuchstabige Wörter als Markierungen. Oft wurde der Name des Spiels als „zwölf Linien“ gedeutet. Allerdings sind keine Spielbretter mit 12 Linien überliefert. Es ist unklar, ob mit den zwölf Markierungen die Zeichen auf dem Brett oder der höchste Wurf mit zwei sechsseitigen Würfeln gemeint ist.
Eine Weiterentwicklung von Duodecim Scripta stellte das römische Spiel Alea dar, das etwa im 4. Jahrhundert aufkam und bei dem das Spielfeld auf zwei Zwölferreihen reduziert ist. Dafür wurde Alea wahrscheinlich mit drei Würfeln gespielt.
Wie alle Glücksspiele war auch Duodecim Scripta im antiken Rom offiziell verboten und durfte daher nur „privat“ gespielt werden.

## 36-Felder-Spiel aus Jiroft
Unter den Artefakten aus illegalen Grabungen, die um 2000 im Iran konfisziert wurden, befindet sich auch ein kleiner Spieltisch (35 × 13 cm). Obwohl der archäologische Kontext nicht gesichert ist, wird angenommen, dass der Spieltisch aus dem 3. vorchristlichen Jahrtausend aus Jiroft stammt.
Gewundene Schlangen formen drei Reihen mit zwölf Feldern, wobei die Reihen mittig in zweimal sechs Felder geteilt sind. Strukturell entspricht der Spieltisch damit dem rund 2500 Jahre jüngeren römischen XII scripta. Die formalen Übereinstimmungen legen eine Verwandtschaft nahe, aber mangels weiteren Funden, die die Verbreitung und Überlieferung dieses Spieltyps bis in die römische Zeit erhellen könnten, bleibt das 36-Felder-Spiel aus Jiroft bislang ein Rätsel.